# پیش‌گامان جنگل‌داری پایدار

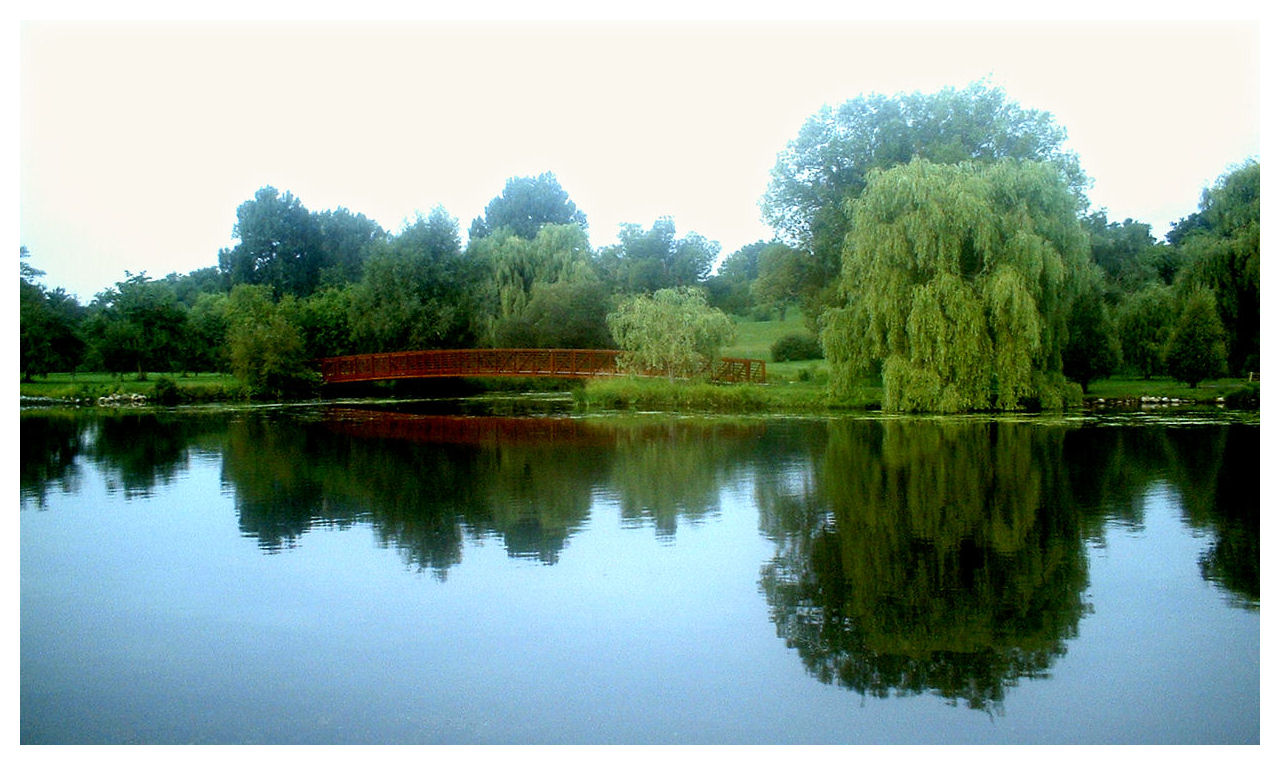
پیش‌گامان در حفاظت و نگهداری در سیستم جنگل‌داری که با نام اختصاری اس‌اف‌آی (به انگلیسی: SFI، مخفف Sustainable Forestry Initiative) نیز شناخته می‌شود، یک «استاندارد اعطای جواز جنگل» و یک سازمان غیرانتفاعی است.

پیش‌گامان جنگل‌داری پایدار که با نام اختصاری اس‌اف‌آی (به انگلیسی: SFI، مخفف Sustainable Forestry Initiative) نیز شناخته می‌شود، یک «استاندارد اعطای جواز جنگل» و یک سازمان غیرانتفاعی است. پیشگامان در حفاظت و نگهداری در سیستم جنگل دارای تنها دارنده بزرگ‌ترین استاندارد اعطای جواز جنگل در جهان در منطقه است. در سال ۲۰۰۵، برنامهٔ ثبت اعطای جواز جنگل روی کارآمد به‌طوری‌که خودش به عنوان بزرگ‌ترین اعطای جوازهای جنگل سیستم دنیا مطابق با استاندارد SFI شناخته شده‌است.

## برنامه
استاندارد SFI مقادیر کلیدی را پوشش می‌دهد مانند، تنوع زیستی حفاظت از گونه‌های در معرض خطر و زیستگاه حیات وحش، سطوح برداشت پایدار، حفاظت از کیفیت آب، بازسازی و سریع. SFI جدید استانداردو ۲۰۱۰–۲۰۱۴, از طریق یک روند بازبینی، طی یک فرایند اجرایی باز توسعه یافته‌است و اثرات خود را در ۱ ژانویه ۲۰۱۰ بر جا گذاشته‌است. همه SFIها دارای گواهی نامه‌های مستقل، نیاز به ممیزهای ثالث و اجرا شده توسط نهادهای گواهی معتبر بین‌المللی می‌باشند.
این برنامه تنها جواز ثبت زمین‌های در ایالات متحده و کانادا را به همراه دارد. شرکت کنندگان در این برنامه باید مطابق با تمامی قوانین حقوقی پیش روند. برای بررسی منابع خارج از آمریکای شمالی بدون تأثیرات حقوقی، شرکت کنندگان باید از قوانین غیرقانونی یا سایر منابع بحث‌برانگیز دوری گزینند. این برنامه SFI فعالیت‌های اجرایی توسط کارشناسان بین‌المللی برای پیدا کردن راه‌هایی برای رسیدگی به این مشکل از قطع غیرقانونی درختان تحت پشتیبانی خود قرار داده‌است و خود به عنوان یک عضو بین‌المللی، چند سهامدار چندگانه ائتلاف رعایت قانون جنگل شناخته شده‌است.
SFI بیش از ۲۴۰ میلیون جریب (۱۰۰ میلیون هکتار) را مطابق با استاندارد خود در ایالات متحده و کانادا مورد تأیید ساخته‌است. در پایان ماه اکتبر، ۲۰۱۰،SFI دارای ۹۵۹ از زنجیره گواهی‌نامه‌های بازداشت در ۲٬۳۳۹ مکان بوده‌است. بر اساس گزارش سازمان ملل متحد SFI, دارای سریع‌ترین رشد سازمانی در زنجیره گواهی‌نامه‌های بازداشت در سال ۲۰۰۸ بوده‌است.
در این بین هیئت مدیره در جهت کنترل و اداره برنامه SFI پیش رفته‌است، به‌طوری‌ که با دارا بودن سه بخش توانسته‌است بخش‌های اقتصادی، زیست‌محیطی و اجتماعی را به شکل مساوی مورد تشخیص قرار دهد. این مدیران شامل نمایندگانی از زیست‌محیطی، حفاظت، گروه‌های حرفه‌ای و آکادمیک، خانواده loggers حرفه‌ای مستقل، جنگل، مقامات دولتی، صاحبان کار و صنعت محصولات جنگل می‌باشند.
پیش‌گامان در حفاظت و نگهداری در سیستم جنگل داری گواهی شرکت‌هایی مانند صنایع سیرالئون اقیانوس آرام و شرکت منابع الماس سبز را از آن خود ساخته‌است. هر دوی این شرکت‌ها عمل پاک بری تحت نام سال مدیریت زوج و چندین تن دیگر می‌شد.

## بررسی و مقایسه

### بررسی سه بخشی
کمیسیون اقتصادی سازمان ملل اروپا / سازمان غذا و کشاورزی، در ۲۰۰۹–۲۰۱۰ جنگل طی بررسی محصولات سالانه مورد بررسی اظهار ساخت:
در طول سال‌ها، بسیاری از مسائل که قبلاً در تقسیم سیستم‌ها (گواهینامه)) در پیش روی داشته‌ایم، چندان مشخص به نظر نمی‌رسند.
بزرگ‌ترین سیستم‌های ثبت گواهی اکنون عموماً همان الزامات برنامه‌ای ساختاری را به همراه دارند.
شرکای Dovetail Inc. در طی بررسی گواهی جنگل در سال ۲۰۱۰- در قالب یک گزارش وضعیت، اظهار می‌دارد: تفاوت قبلی برنامه‌های ثبت جواز جنگل کمتر مشهود می‌باشد. هر برنامه عموماً دارای همان الزامات برنامه‌ای ساختاری می‌باشد، اگرچه محتوای مورد نیاز وسطح جزییات ارائه شده توسط هر شخص ممکن است به‌طور قابل توجهی متفاوت باشد.
SFI عموماً سختگیری‌های کمتری نسبت به (شورای حفاظت جنگل) دادگاه فدرال به همراه دارد. به عنوان مثال sfi امکان آن را می‌دهد تا درخت‌های بیشتری کاشته شوند و این امر لازمه طرح‌های نگهداری یا مشاوره با سهامداران بومی و محلی (به جز برای زمین‌های عمومی) نمی‌باشد.
طبق گزارشات مصرف‌کنندگان SFI دارای نمره کمتری از FSC می‌باشد در سایت Green Choice وGreen America دیگران نیز به همین شکل این دو را رتبه‌بندی کرده‌اند، TerraChoice (که قسمتی از Underwriters Laboratories Global Network می‌باشد) گزارش ۲۰۱۰ نیز مثل گزارش ۲۰۰۹ در رتبه دوم لیست‌های مورد تایید و مشروع در مورد گواهی و استانداردهای محیطی قرار دارد و به عنوان EcoLogo (گواهینامه استاندارد) محیط زیست کانادا است.
یک انجمن ملی از جنگلداران دولتی بیانیه سیاسی ثبت جواز جنگل به تصویب قطعنامه‌ای در ۲۰۰۸ می‌گوید: این خود در حالی است که به شکل‌های مختلف، ATFS (), سیستم کشت درختان آمریکا) حیوانات مربوط به سیستم شورای حفاظت جنگل SFI FSC کنسول‌گری کارگزاری جنگلی), و سیستم‌هایSFI شامل عناصر بنیادی اعتباری و ارتباطات مثبت به حفاظت جنگل‌ها … هیچ برنامه گواهی نتوانسته‌است به شکل مشحص ادعا بر آن داشته باشد که تنها بهترین گزینه است و هیچ برنامه ثبت گواهی خود به تنهایی نتوانسته‌است به عنوان تنها گرینه معتبر در حفظ اعتبار آن ارتقاء یابد.

### شورای سبز
با وجود تلاش‌های عدیده صورت گرفته در این زمینه، , SFI توسط رهبری در طراحی انرژی و محیط زیست (LEED)سیستم رتبه‌بندی ایالات متحده از شورای سبز پذیرفته شده نیست. تنها شورای کارگزاری حفاظت جنگلی مربوط به محیط زیست به منظور مسئول مدیریت جنگل قابل قبول LEED بوده‌است. این امر در قالب یک اعتراض به انتخابات ۲۰۱۰ نشانگر معیار ثبت جنگل بوده‌است که توسط اعضای USGBC رد شده، که در SFI بدون تأثیر باقی‌مانده‌است.SFI حتی پروژه‌های LEEDرا ترغیب نمود تا چوب مورد تأیید اعتبار را مردود نماید و به جای آن از چوب SFI استفاده نماید که خود نشانگر غرور و حمایت از جنگل‌های شمال آمریکا بوده‌است. دیگر ابزار ساختمان‌سازی سبز، از جمله دو مؤسسه استاندارد ملی آمریکا (ANSI) سیستم امتیاز -approved در ایالات متحده - ANSI-ICC 700-2008: استاندارد ملی ساختمان سبز و ANSI / GBI 01-2010: پروتکل ارزیابی ساختمان سبز برای ساختمان‌های تجاری (.Green Globes U.S سابق) Green Globes and Built Green Canada در جهت تشخیص محصولات چوبی توسط برنامه‌های گواهی معتبر و نیز توسط SFI پیش رفته‌اند.

### سازمان حفاظت از محیط زیست
این برنامه SFI توسط گروه‌های حفاظتی مانند سازمان حفاظت بین‌المللی، نگهداری پرندگان آمریکا، شرکای نامحدود، و حفاظت از محیط زیست مورد حمایت و پشتیبانی قرار گرفته‌است.
بر خلاف SFI , دادگاه فدرال، شامل گروه‌های محیط زیست مانند صلح سبز میان موسسانش بوده‌است. این فدراسیون ملی حیات وحش و صندوق جهانی طبیعت (WWF) در حال حاضر در حال خدمت در هیئت دادگاه فدرال FSC است. تنها Sierra Club تحت حمایت FSC می‌باشد.

## مباحث انتقادی

### شیوه‌های بازاریابی
درنهم ماه سپتامبر، ۲۰۰۹دولت واشینگتن در مرکز قانون جنگل، به نمایندگی از گروه حفاظت از محیط زیست فارست اتکیز (به انگلیسی: ForestEthics) و با همکاری کمیسیون فدرال تجارت و اداره مالیات داخلی. شکایت‌هایی علیه SFI Incایراد ساخت. مطابق با این شکایت FTC SFI را متهم می‌کند به گمراهی مصرف‌کنندگان با فعالیت‌های بازاریابی دسیسه‌ای می‌باشد. این شکایت ازجنبه‌های مختلف همچون Sfi مد نظر است که از جمله آن می‌توان به ادعای یک سازمان مستقل غیرانتفاعی وابسته به صنایع الوار از نظر بوذجه بندی ابهامات استانداردهای زیست‌محیطی SFI اشاره کرد، این امر امکان آن را می‌دهد تا مالکان دارای گواهی SFI اجازه ثبت را به همراه داشته باشند این امر صرفاً به این دلیل است که با رعایت مقررات زیست‌محیطی صورت گرفته‌است. ثبت سایت شکایت ضوابط sfiخود نمونه‌ای از greenwash می‌باشد.

### تعارض منافع
این شکایت باهدف درخواست بررسی IRS SFI Inc, وضعیت غیردولتی صورت گرفته‌است. بر اساس این واقعیت است که از مزایای منافع خصوصیSFI از مالکان آن شرکت و نه منافع عمومی آن بهره‌مند می‌گردد. همچنین این که SFI بیش از ۸۰ درصد از بودجه خود از صنعت چوب و کاغذ به دست آورده‌است. مطابق با این شکایت می‌توان گفت که سرویس رسانی سودهای خصوصی شرکت‌های چوب و کاغذ شرکت‌هایی که خواهان تصویر سبز SFI بوده‌اند و در این بین sfi به شکل نامناسب وضعیت عدم سودمند را برای خیریه‌های عمومی در نظر گرفته‌است.

### شکایت سیرا کلبا
در این بین سیرا کلبا (به انگلیسی: Sierra Club) یک شکایت رسمی با همکاری اس‌اف‌آی را عنوان ساخته‌است که در طی آن اعلام می‌دارد که Weyerhaeuser در درخت اندازی پرخطر و فاقد مسیولیت پذیری در دامنه‌های شیب دار موجب ۱٬۲۵۹ مورد رانش زمین در زمین‌های Weyerhaeuser با گواهی ثبت sfi در ایالت واشینگتن گشته‌است. بطوری که، SFI چالش‌هایی در پشتیبان‌گیری مستقل و حسابرسی دقیق به همراه داشته‌است. در این بین SFI, در کلاب سیرالئون درخواست لغو گواهی Weyerhaeuse را دارد.